# Wir fahren nach Deauville
Der französische Spielfilm Wir fahren nach Deauville (Nous irons à Deauville) ist eine Urlaubskomödie aus dem Jahr 1962. Die wichtigste Rolle spielt Michel Serrault, weitere Mitwirkende sind Claude Brasseur, Louis de Funès und Michel Galabru. Sacha Distel tritt im Film kurz auf und gibt das Lied T’es partie en vacances zum Besten; mehrmals ist der Schlager Les Parisiens zu hören.

## Handlung
Die Pariser Lucien und seine Frau verbringen ihren Sommerurlaub im Küstenort Deauville in der Normandie. Schon bei der Anfahrt im Stoßverkehr gerät er mit dem keifenden Lambersac aneinander, und sie giften sich an.
Die gemietete Villa erweist sich als stark baufällig und deren Vermieterin als unfreundlich. Bald kommt das befreundete Ehepaar Maurice und Jacqueline hinzu. Um die Mieter wirksamer im Auge zu behalten, schickt sie einen Elektriker zu ihnen, der ihre Mahlzeiten futtert, die Frauen anmacht und die Männer seine Arbeit erledigen lässt. Zudem muss die Gesellschaft ihrem noch immer nicht angelieferten Ferienkoffer hinterherrennen. Am Strand trifft Lucien auf seinen Vorgesetzten Mercier und lädt ihn speichelleckend in die Villa ein. Wiederholt läuft Lucien seinem stets aufbrausenden Widersacher Lambersac über den Weg, was zu Streit führt. Bei einer Begegnung am Bahnschalter versöhnen sie sich für kurze Zeit, bis Lambersac Mercier anfährt und Lucien sich sogleich auf die Seite seines Chefs stellt. Vom lärmigen Campingplatz genervt, schlägt der passionierte Zelter Mercier sein Luxuszelt vor der Villa auf, in der Lucien residiert. Ein Unwetter vertreibt seine Familie in die Villa, wo sich rasch zahlreich weitere Gäste einfinden, mitfeiern und die Bude auf den Kopf stellen. Am nächsten Tag versucht Lucien, dem Trubel zu entfliehen und mietet ein Boot, um mit seiner Frau, Maurice und Jacqueline zu segeln. Doch an Bord ist Lambersac, der dasselbe Boot gemietet hat.

## Wissenswertes
- Bereits ein Jahr vor Entstehung des Films hatte Louis de Funès in Deauville ein Haus gekauft.[1]